# Хоукинс, Роберт (боксёр)
Роберт Хоукинс (англ. Robert Hawkins; род. 19 марта 1970, Филадельфия Пенсильвания, США) — американский боксёр-профессионал, джорнимен, выступающий в тяжёлой весовой категории.

## Профессиональная карьера
Наряду с Заком Пейджом являются самыми известными джорнименами современности. Роберт Хоукинс начал профессиональную карьеру в 1994 году. Первые 5 боёв провёл сразу против непобеждённых боксёров, 3 из которых выиграл. Провёл ещё 13 последовательных боёв, во всех побеждая. Нокаутировал на своём пути непобеждённого Гари Бела (15-0), и ушёл из бокса больше чем на 6 лет.
Вернулся в 2004 году. В 2005 нокаутировал непобеждённого Джона Пуре (16-0). Проиграл по очкам Эдди Чемберсу, Сэмюэлю Питеру, Кевину Джонсону, Дэвиду Туа, Джейсону Эстраде, Денису Бойцову, Олегу Маскаеву, Бермейну Стиверну, Морису Харрису, Франческо Пьянете и Анджею Вавжику. Так же прославился победой над Домиником Гуинном.
Досрочно проигрывал только 4 раза. Первый бой с Олегом Маскаевым, Владимиру Вирчису (нокаутом), Мануэлю Чарру (отказом от продолжения боя) и Фресу Окендо (отказом от продолжения боя).